# ریچارد کلارکین
ریچارد کلارکین (انگلیسی: Richard Clarkin) یک بازیگر اهل کانادا است. وی بازیگر نقش سربازرس «جفری دیویس» در مجموعهٔ تلویزیونی ماجراهای مرداک بود. او در هفتمین دورهٔ مراسم اهدای جایزه هنرهای تصویری کانادا در سال ۲۰۱۹ برندهٔ این جایزه بابت «بهترین بازیگر نقش مکمل مرد» شد.
از فیلم‌ها یا مجموعه‌های تلویزیونی که وی در آن‌ها نقش داشته‌است، می‌توان به نجات امید، کیل‌جویز، بیتن، کت‌شلواری‌ها، ماجراهای مرداک، مزرعه قلب‌ها، مرز جنون، به عجیبی مردم، عامل ناشناخته، نوچه، نوچه: آخرین مجریان، کازینو جک، حواس پنج‌گانه و سرزمین مردگان اشاره نمود.